# 埃米尔·赫格勒·斯文森
埃米尔·赫格勒·斯文森（挪威語：Emil Hegle Svendsen，1985年7月12日—）生于特伦德拉格特隆赫姆，是一名挪威男子冬季两项运动员。他在刚学会走路时便接触了滑雪，此后他一直希望能够接触不同的体育项目，于是他便在1997年开始练习冬季两项。

## 运动生涯
2005年，斯文森在斯洛伐克完成了自己的世界杯分站赛首秀。职业生涯期间，他曾七次进入世界杯总排名前三，其中一次排名第一、四次排名第二、两次排名第三。他在总排名上唯一的一次登顶是在2009–10赛季。世界杯分项方面，他在个人赛有六次进入前三，竞速赛有七次进入前三，追逐赛和集体出发赛则各有四次进入前三。
斯文森职业生涯期间一共参加过九届世锦赛，他在2007年第一次参加世锦赛，当时他获得一枚铜牌。2008年世锦赛他首次获得金牌，成为世界冠军。整个职业生涯期间，他在每一届世锦赛上都有参赛，总共获得12枚金牌、6枚银牌和3枚铜牌。他在职业生涯所参加的十次世锦赛中表现最好的是2013年世锦赛，当时他获得4枚金牌和1枚铜牌，表现最差的是2017年世锦赛，当时他未获得任何奖牌。
斯文森还曾参加2006年、2010年、2014年和2018年四届冬奥，共收获4枚金牌、3枚银牌和1枚铜牌。他在2006年都灵冬奥仅参加集体出发赛一个项目，获得第六名。2010年都灵冬奥，他获得2枚金牌和1枚银牌，两枚金牌分别来自个人赛和接力赛，银牌则来自于竞速赛。他在2014年索契冬奥获得两枚金牌，分别来自于集体出发赛和混合接力赛。2018年平昌冬奥，他被选为挪威代表团开幕式旗手，比赛期间他获得两枚银牌和一枚铜牌，两枚银牌分别来自于男子接力和混合接力，铜牌则来自于集体出发赛。
2018年4月9日，斯文森正式宣布退役。他表示自己在平昌冬奥后曾休整一段时间，但是状态并没有回来，他认为自己已经失去了前进的动力。

## 家庭
斯文森在2014年开始和挪威电视主持人Samantha Skogrand交往。两人的孩子在2019年出生。

## 轶事
斯文森在2016年被确诊患有粉尘过敏。这之后每当他和国家队集训时，他都需要将其房间内的地毯移除，以免身体出现过敏反应影响训练。